# Foso de orquesta

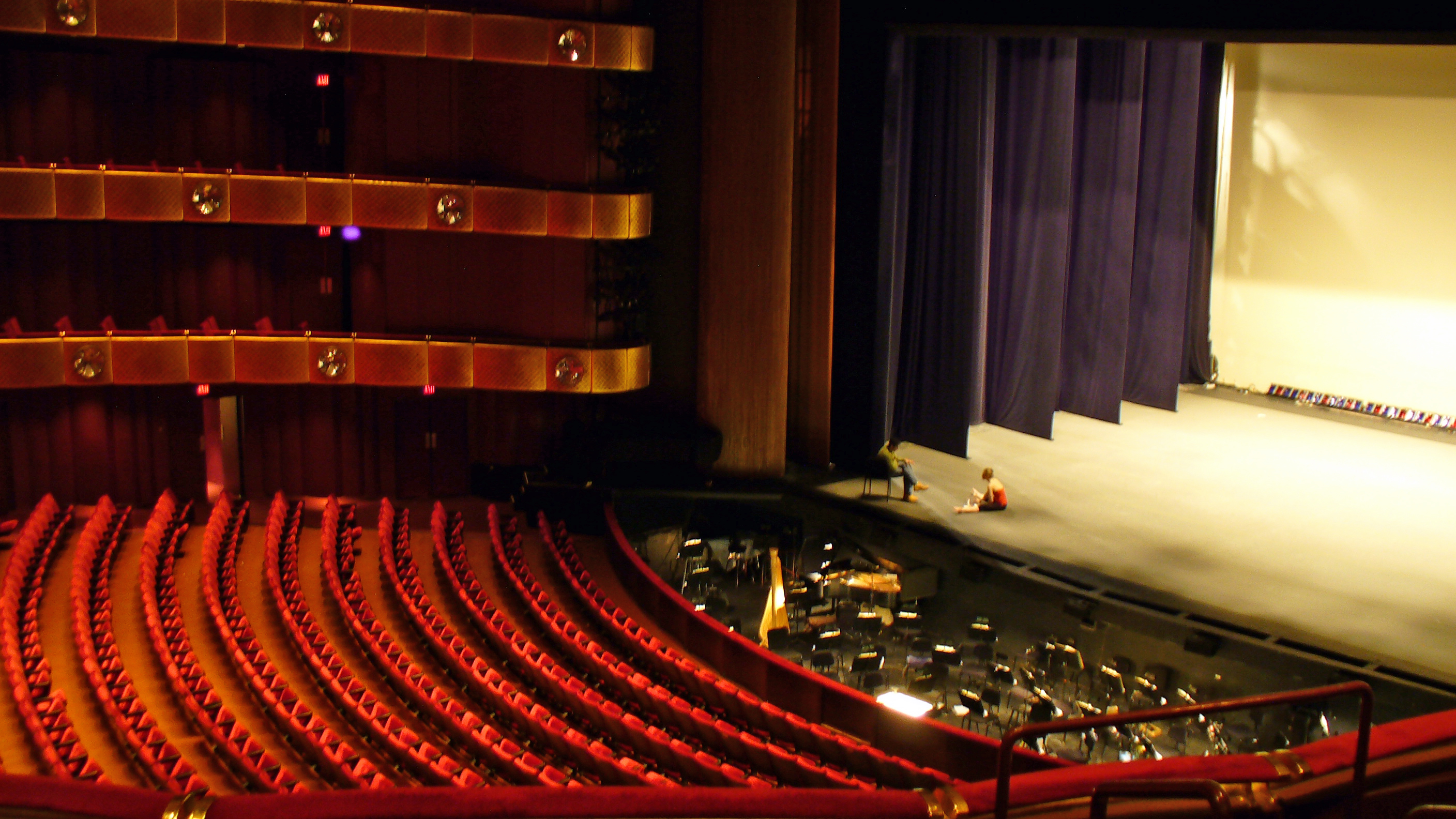
Foso orquestal entre el escenario y los asientos del David H. Koch Theater, Nueva York.

Un foso de orquesta es el área en un teatro (que normalmente se encuentra en la zona de bajo nivel en frente del escenario) en la que los músicos tocan. Los pozos de orquesta se utilizan en formas de teatro que requieren música (como la ópera y el ballet), o en cuando sea necesaria música incidental. El director se coloca normalmente en la parte delantera del foso de la orquesta mirando al escenario.
Un foso de orquesta, puede ser de cualquier tamaño, pero normalmente es lo suficientemente grande como para que quepa una orquesta de pequeño tamaño u otro pequeño conjunto.